# Carlos Fernández Cuenca
Carlos Fernández Cuenca (Madrid, 1904-Madrid, 1977) fue un periodista, historiador del cine y crítico de cine español. A lo largo de su carrera ocupó diversos cargos oficiales, siendo fundador y primer director de la Filmoteca Española.

## Biografía
Se licenció en derecho y en filosofía y letras por la Universidad Central de Madrid. En su juventud trabajó como redactor de los diarios La Época, La Voz y El Nacional. Desde 1931 colaboró con Acción Española, y también junto a Onésimo Redondo y Javier Martínez de Bedoya en la redacción del periódico fascista Libertad de Valladolid. En esta época fue autor de varios obras, como Historia anecdótica del Cinema (1930) y Panorama del Cine en Rusia (1930). Durante la Guerra Civil se alineó con el bando franquista.
Tras la instauración del Régimen franquista, durante la posguerra ocupó numerosos cargos políticos, como jefe del Sindicato Nacional del Espectáculo y del Sindicato Español Universitario (SEU), o consejero nacional del Movimiento. Además, estuvo al frente del Departamento Nacional de Cinematografía y de la revista Primer Plano. Más allá de sus cargos oficiales, fue redactor de Marca, crítico de Radio Nacional de España (RNE) y del diario Ya. Como jefe del Departamento Nacional de Cinematografía participó en la firma del Acuerdo Cinematográfico Hispano-Italiano de 1942, en plena contienda mundial, por el cual ambos países estrecharían su cooperación en materia cinematográfica. Durante la etapa franquista se convirtió en el principal historiador español sobre cine, siendo además el fundador —y primer director— de la Filmoteca Nacional en 1953. También fue director de la Escuela Oficial de Cine y del Festival de Cine de San Sebastián.

## Familia
Es tío abuelo segundo del poeta y filólogo Luis Alberto de Cuenca y abuelo de Mar Fernández-Cuenca Hernández.
Padre de Carlos Luis, Jose Antonio y Rafa Nicolás.
Abuelo de Carlos, Rosario, Almudena y Eduardo (hijos de Carlos), María Dolores e Ignacio (hijos de Jose Antonio) y de la mencionada Mar (hija de Rafa).

## Premios
Medallas del Círculo de Escritores Cinematográficos
| Año  | Categoría               | Trabajo            |
| ---- | ----------------------- | ------------------ |
| 1945 | Mejor labor literaria   |                    |
| 1948 | Mejor labor literaria   | En RNE             |
| 1949 | Mejor libro             | Historia del cine  |
| 1963 | Premio José de la Cueva | Labor periodística |
| 1978 | Mención especial        | A título póstumo   |

## Obras de Carlos Fernández-Cuenca
- Historia anecdótica del cinema (1930)
- Cervantes y el cine (1947)
- Bibliografía cinematográfica española (1956)
- 30 años de documental de arte en España: (Filmografía y estudio) (1967)
- La guerra de España y el Cine (1972)